# Schachweltmeisterschaft 2021
Die Schachweltmeisterschaft 2021 wurde zwischen Magnus Carlsen, dem damaligen Schachweltmeister, und Jan Nepomnjaschtschi, dem Gewinner des Kandidatenturniers Jekaterinburg 2020/2021, unter der Schirmherrschaft der FIDE ausgetragen. Kommerzieller Partner und Organisator der Weltmeisterschaft war das Medienunternehmen World Chess.
Ursprünglich war der Beginn der Weltmeisterschaft auf den 20. Dezember 2020 in Dubai im Rahmen der Expo 2020 angesetzt. Wegen der COVID-19-Pandemie wurde sie jedoch zusammen mit der Expo um ein Jahr verschoben und fand nun im November und Dezember 2021 statt. Carlsen gewann den auf 14 Partien angesetzten Wettkampf vorzeitig nach elf Partien mit 7½:3½ und verteidigte seinen Titel zum vierten Mal erfolgreich.

## Bisheriges Verhältnis der Kontrahenten
Als im Jahr 1990 Geborene kannten Carlsen und Nepomnjaschtschi einander schon seit der frühen Jugend. Beide galten als herausragende Schachtalente ihrer Generation. Zunächst war der um einige Monate ältere Nepomnjaschtschi der erfolgreichere der beiden Spieler. Das äußerte sich unter anderem in Titeln in der U12-Europa- und -Weltmeisterschaft und in zwei Siegen gegen Carlsen in den Jahren 2002 und 2003. Doch bald überflügelte Carlsen ihn und wurde im April 2004 als bis dahin zweitjüngster Spieler zum Großmeister – Nepomnjaschtschi erspielte diesen Titel erst 2007. Während Carlsen sich zum dominierenden Spieler der Welt entwickelte, zeigten Nepomnjaschtschis Leistungen starke Schwankungen, abhängig von seiner Tagesform.
Trotzdem war Nepomnjaschtschi vor dem Match nicht nur durch die Jugenderfolge einer der wenigen Spieler (und der einzige aktuelle Großmeister der Weltspitze), die in klassischen Turnierpartien eine positive Bilanz gegen Carlsen aufwiesen (+4 =6 −1). Zwei weitere Siege gelangen ihm 2011 und 2017; die letzte entschiedene Partie zwischen den beiden im Jahr 2019 konnte Carlsen als einzigen Sieg verbuchen.
Im Schnell- und Blitzschach wies Carlsen eine deutlich positive Bilanz gegen Nepomnjaschtschi auf. Jedoch schlug Nepomnjaschtschi Carlsen im Semifinale von dessen Einladungsturnier Magnus Carlsen Invitational im März 2021. Dies ließ eine Chance für Nepomnjaschtschi als denkbar erscheinen und war insofern bedeutsam, als beide vorhergehenden Weltmeisterschaften erst im Tiebreak in den Schnellpartien sehr klar zugunsten von Carlsen entschieden wurden.
Das Verhältnis der beiden Kontrahenten galt als freundschaftlich. Carlsen holte Nepomnjaschtschi in sein Sekundantenteam für die Schachweltmeisterschaft 2013, in der er, somit auch mit Nepomnjaschtschis Unterstützung, den Titel eroberte. Der Spiegel-Journalist Florian Pütz kommentierte daher: „Es hätte eine gewisse Ironie, würde ausgerechnet er nun Carlsen den Titel wieder abnehmen.“
| Hier fehlt eine Grafik, die leider im Moment aus technischen Gründen nicht angezeigt werden kann. Wir arbeiten daran! |

## Kandidatenturnier
Im Kandidatenturnier spielten acht qualifizierte Spieler ab 16. März 2020 in Jekaterinburg doppelrundig um die Herausforderung Carlsens. Als Favoriten galten Fabiano Caruana und Ding Liren. Nepomnjaschtschi ging jedoch schon in der ersten Runde in (vorerst geteilte) Führung und blieb fortan dauerhaft zumindest in der Spitzengruppe. Nach dem ersten Durchgang führte Maxime Vachier-Lagrave mit 4,5 aus 7 Punkten nach Zweitwertung vor dem punktegleichen Nepomnjaschtschi.
Wegen der COVID-19-Pandemie wurde nun für über ein Jahr unterbrochen und erst im April 2021 fortgesetzt. Nepomnjaschtschi ging schon in der ersten Partie der zweiten Hälfte in alleinige Führung und hielt sie bis Turnierende. Nach der 13. und vorletzten Runde stand er vorzeitig als Sieger und zukünftiger WM-Herausforderer fest. Der Endstand des Turniers lautete:
| Platz | Name                   | Elo  | Pkt |
| ----- | ---------------------- | ---- | --- |
| 1     | Jan Nepomnjaschtschi   | 2774 | 8½  |
| 2     | Maxime Vachier-Lagrave | 2767 | 8   |
| 3     | Anish Giri             | 2763 | 7½  |
| 4     | Fabiano Caruana        | 2842 | 7½  |
| 5     | Ding Liren             | 2805 | 7   |
| 6     | Alexander Grischtschuk | 2774 | 7   |
| 7     | Kirill Alexejenko      | 2698 | 5½  |
| 8     | Wang Hao               | 2762 | 5   |

## Organisatorisches

### Modus
Der Wettkampf lief über die Punktemehrheit aus 14 Turnierpartien – statt 12, wie seit dem Wiedervereinigungskampf 2006 üblich. Vereinbarte Remis waren erst nach dem 40. Zug erlaubt (statt zuvor nach dem 30. Zug), außer bei Stellungswiederholungen. Beides waren Reaktionen auf den Verlauf der Schachweltmeisterschaft 2018, in der – für das internationale Schachpublikum enttäuschend – alle zwölf Turnierpartien mit Remis endeten. Da bei einer kurzen Wettkampfdauer schon eine einzelne verlorene Partie den Charakter einer Vorentscheidung annimmt, sind die Spieler üblicherweise eher auf Risikominimierung bedacht.
Die Bedenkzeit betrug 120 Minuten für 40 Züge, gefolgt von 60 Minuten für die nächsten 20 Züge; nach dem 60. Zug erhielten die Spieler noch 15 Minuten plus 30 Sekunden pro Zug. Im Gegensatz zu den vorherigen Weltmeisterschaften gab es das Zeitinkrement nicht bereits ab dem 1. Zug. Damit waren Zeitnotsituationen vor dem 40. Zug und 60. Zug wahrscheinlicher.
Wie bei den vorangegangenen Weltmeisterschaften hätte es bei Bedarf ein Tie-Break aus vier Schnellschach-Partien gegeben, wenn nötig danach noch Paare von Blitzschach-Partien bis zu einer Entscheidung (maximal fünf Paare) und, als letzte Entscheidung, eine Armageddon-Partie.
Hauptschiedsrichter war Mahdi Abdulrahim aus den Vereinigten Arabischen Emiraten.
Der Preisfonds betrug 2.000.000 $; als Minimum garantiert hatte die FIDE 500.000 €. Das Geld wurde im Verhältnis von 60:40 zugunsten des Siegers ausgeschüttet; falls ein Tie-Break nötig gewesen wäre, hätte es 55:45 betragen. Jeder Spieler erhielt vor dem Match 200.000 $ als Vorschuss auf sein Preisgeld. 100.000 $ wären als Kompensation für einen Spieler reserviert gewesen, falls die Weltmeisterschaft im Heimatland des anderen ausgetragen worden wäre.

### Sekundanten
Erst nach dem Match gab Carlsen bekannt, dass neben Peter Heine Nielsen, der in Dubai vor Ort war, auch Daniil Dubow, Jan Gustafsson, Laurent Fressinet und Jorden van Foreest zu seinem Sekundantenteam gehörten. Der Russe Dubow wurde daraufhin aus seiner Heimat kritisiert. Sein früherer Trainer Sergei Schipow forderte, dass Dubow künftig nicht mehr Mitglied der russischen Nationalmannschaft sein sollte. Das Team von Nepomnjaschtschi bestand unter anderen aus den Russen Wladimir Potkin, Sergei Karjakin, Jewgeni Tomaschewski und Ildar Chairullin.

### Flagge des Herausforderers
Nepomnjaschtschi durfte die Weltmeisterschaft nicht unter russischer Flagge spielen, da weiter ein Bann der Welt-Anti-Doping-Agentur (WADA) gilt. Stattdessen war für ihn eine Flagge des Russischen Schachverbandes vorbereitet, die bei der Eröffnung der Weltmeisterschaft am 24. November 2021 gezeigt wurde. Erst Stunden vor der ersten Partie wurde die FIDE informiert, dass auch diese Flagge, die im Namen des Schachverbandes auch den ausgeschriebenen Landesnamen „Russia“ enthielt, nicht mit dem Bann der WADA kompatibel war. Die Flagge wurde variiert durch eine Version, die nur die Abkürzung „CFR“ (für Chess Federation of Russia) zeigte.

## Verlauf
| Nr.        | Datum (2021) 13:30 Uhr MEZ | Partieergebnis | Partieergebnis | Eröffnung                                                   | ECO-Schlüssel | Züge | Zwischenstand | Zwischenstand | Link      |
|            |                            | Carl.          | Nepo.          |                                                             |               |      | Carl.         | Nepo.         |           |
| ---------- | -------------------------- | -------------- | -------------- | ----------------------------------------------------------- | ------------- | ---- | ------------- | ------------- | --------- |
| 01         | Fr., 26. Nov.              | ½              | ½              | Spanisch (Geschlossene Verteidigung)                        | C88           | 045  | ½             | ½             | Partie 01 |
| 02         | Sa., 27. Nov.              | ½              | ½              | Katalanische Eröffnung (Geschlossene Variante)              | E06           | 058  | 1             | 1             | Partie 02 |
| 03         | So., 28. Nov.              | ½              | ½              | Spanisch (Geschlossene Verteidigung)                        | C88           | 041  | 1½            | 1½            | Partie 03 |
| 1. Ruhetag |                            |                |                |                                                             |               |      |               |               |           |
| 04         | Di., 30. Nov.              | ½              | ½              | Russische Verteidigung (Staunton-Variante)                  | C42           | 033  | 2             | 2             | Partie 04 |
| 05         | Mi., 01. Dez.              | ½              | ½              | Spanisch (Geschlossene Verteidigung)                        | C88           | 043  | 2½            | 2½            | Partie 05 |
| 2. Ruhetag |                            |                |                |                                                             |               |      |               |               |           |
| 06         | Fr., 03. Dez.              | 1              | 0              | Damenbauernspiel (Pseudo-Katalanische Eröffnung)            | D02           | 136  | 3½            | 2½            | Partie 06 |
| 07         | Sa., 04. Dez.              | ½              | ½              | Spanisch (Geschlossene Verteidigung)                        | C88           | 041  | 4             | 3             | Partie 07 |
| 08         | So., 05. Dez.              | 1              | 0              | Russische Verteidigung (Moderner Angriff, Zentrumsvariante) | C43           | 046  | 5             | 3             | Partie 08 |
| 3. Ruhetag |                            |                |                |                                                             |               |      |               |               |           |
| 09         | Di., 07. Dez.              | 1              | 0              | Englische Eröffnung (Agincourt-Verteidigung)                | A13           | 039  | 6             | 3             | Partie 09 |
| 10         | Mi., 08. Dez.              | ½              | ½              | Russische Verteidigung (Karklins-Martinovsky-Variante)      | C42           | 041  | 6½            | 3½            | Partie 10 |
| 4. Ruhetag |                            |                |                |                                                             |               |      |               |               |           |
| 11         | Fr., 10. Dez.              | 1              | 0              | Italienische Partie (Giuoco Pianissimo)                     | C54           | 49   | 7½            | 3½            | Partie 11 |

Nepomnjaschtschi gewann die Auslosung zur Farbe in der ersten Partie und begann daher die erste Partie mit Weiß.
Der Wettkampf war in zwei sehr unterschiedliche Phasen geteilt. In den ersten fünf Partien spielte Nepomnjaschtschi auf Augenhöhe und hatte in einigen Partien auch die besseren Chancen; in der hart umkämpften zweiten Partie stand er zeitweilig klar besser. Diese Partien endeten alle mit Remis.
Die sechste Partie markierte den Wendepunkt des Zweikampfs. Carlsen wählte eine ausgefallene Eröffnung, ein Damenbauernspiel mit Elementen von Katalanisch. Das Mittelspiel brachte wechselnde Vorteile und mehr oder weniger starke Zeitnot für beide Seiten. Schließlich stand ein Endspiel mit Turm, Springer und zwei Bauern gegen die Dame auf dem Brett. Carlsen münzte dieses ungewöhnliche Materialverhältnis nach zähem Kampf – es handelt sich mit 136 Zügen um die längste Partie in der Geschichte der Schachweltmeisterschaften – in einen Sieg um und ging erstmals in Führung. Die Partie dauerte knapp acht Stunden und zog sich bis nach Mitternacht.
Nach dieser unbelohnten Anstrengung brach Nepomnjaschtschi ein und konnte nicht mehr an die starken Leistungen in den ersten fünf Partien anknüpfen. Obwohl er in den Eröffnungen weiterhin zumindest Ausgleich erreichte, vermochte er die Anspannung nicht mehr aufrechtzuerhalten. Dadurch verlor er drei der folgenden fünf Partien – in allen Fällen durch grobe Fehler im frühen Mittelspiel.
Nach 11 Partien stand Carlsen mit dem uneinholbaren Vorsprung von 7½:3½ als alter und neuer Weltmeister fest.

## Nachbetrachtungen
Die Resümees zur Schachweltmeisterschaft konzentrierten sich auf Nepomnjaschtschis Einbruch etwa zur Hälfte des Matches – von einer ebenbürtigen Gegnerschaft auf Augenhöhe zu einer Serie von Niederlagen. Der amerikanische Großmeister Samuel Shankland kommentierte:

“It really felt like two matches were played. Nepo A played match one, and in my opinion, Nepo A is the second-best player in the world. Nepo B showed up for match two, and that was a farce. I really think if he can manage to consistently bring Nepo A to the board, he can be very ambitious about playing in another world championship match and giving Magnus a better fight someday.”

„Es fühlte sich geradezu an, als wären zwei Matches gespielt worden. Nepo A spielte Match eins, und nach meiner Ansicht ist er der zweitbeste Spieler der Welt. Nepo B tauchte zum Match zwei auf, und das war eine Farce. Wenn er es schafft, zuverlässig Nepo A ans Brett zu bringen, glaube ich wirklich, dass er sehr gute Aussichten hat, ein weiteres Weltmeisterschaftsmatch zu spielen und Magnus eines Tages einen besseren Kampf zu liefern.“

Für Carlsen ist es der fünfte gewonnene Weltmeisterschaftswettkampf. In der Geschichte des Schachs waren in dieser Hinsicht lediglich Emanuel Lasker und Garri Kasparow mit jeweils sechs gewonnenen Wettkämpfen erfolgreicher. In einem Weltmeisterschaftszweikampf sind vier Siege bei keiner eigenen Niederlage ein bemerkenswertes Ergebnis. Dieses Kunststück gelang zuletzt José Raúl Capablanca im Jahr 1921, also ziemlich genau 100 Jahre zuvor. Carlsen gewann durch seine Leistung 9 Elo-Punkte, Nepomnjaschtschi verlor 9 Punkte.
Nach dem Sieg äußerte Carlsen in einem Interview, dass dieses Match womöglich sein letzter Weltmeisterschaftskampf gewesen sei. Er wolle zwar weiterhin Schach spielen und seine Elo-Zahl noch weiter verbessern, aber der Weltmeistertitel sei ihm nicht mehr so wichtig. Nur gegen Alireza Firouzja könne er sich möglicherweise noch einmal motivieren.